# Байконирська міська адміністрація
Байкони́рська міська адміністрація (каз. Байқоңыр қаласы әкімдігі, рос. Байконырская городская администрация) — адміністративна одиниця у складі Кизилординської області Казахстану. Адміністративний центр та єдиний населений пункт — місто Байконир.

## Населення
Населення — 34295 осіб (2021; 36175 у 2009, 28776 у 1999).
Національний склад (станом на 2016 рік):
- казахи — 36277 осіб (91,59 %)
- росіяни — 2258 осіб (5,70 %)
- корейці — 468 осіб
- узбеки — 134 особи
- татари — 130 осіб
- турки — 114 осіб
- азербайджанці — 63 особи
- українці — 41 особа
- киргизи — 29 осіб
- німці — 15 осіб
- уйгури — 15 осіб
- башкири — 12 осіб
- білоруси — 9 осіб
- молдовани — 5 осіб
- чеченці — 3 особи
- греки — 1 особа
- марійці — 1 особа
- інші — 34 особи